# Raisa O'Farrill
Raisa O'Farrill Bolanos, née le 17 avril 1972 dans la province de Villa Clara et morte le 30 mai 2023,, est une joueuse cubaine de volley-ball.

## Carrière
Elle fait partie de l'équipe de Cuba féminine de volley-ball médaillée d'or aux Jeux olympiques d'été de 1992 à Barcelone et aux Jeux olympiques d'été de 1996 à Atlanta. Elle remporte également le Championnat du monde féminin de volley-ball 1994.